# Impending Death
Неминуча смерть (англ. Impending Death) — це фотографія, зроблена фотографом-фрілансером Томасом Даллалом під час терактів 11 вересня.
На фотографії зображено Північну вежу (1 WTC) Всесвітнього торгового центру, яка горить після тарану літаком рейсу 11 American Airlines о 8:46 ранку, та незадовго до її обвалу о 10:28 ранку. На фотографії видно, як численні люди, які опинилися в пастці на верхніх поверхах будівлі, вивішуються з вікон через сильний дим та спеку всередині. Вони не змогли врятуватися, оскільки всі сходи та ліфти вище 91 поверху були зруйновані внаслідок удару літака.
Пізніше фотографію було номіновано на міжнародну премію «Зображення року», де вона посіла друге місце. Аналогічну, але більш близьку фотографію, зроблену під іншим ракурсом Джеффом Крістенсеном з Reuters, пізніше використали у спробі ідентифікувати зображених жертв.

## Передумови
11 вересня 2001 року чотири комерційні літаки були захоплені терористами з метою навмисного тарану будівель в рамках скоординованого нападу на Сполучені Штати. Два з них, рейс 11 авіакомпанії American Airlines та рейс 175 авіакомпанії United Airlines, врізалися в Північну та Південну вежі Всесвітнього торгового центру о 8:46 та 9:03 ранку відповідно. Обидві вежі невдовзі обвалилися через структурне руйнування, спричинене ослабленням їхніх опорних балок внаслідок сильної пожежі: Південна вежа о 9:59 ранку, а Північна — о 10:28 ранку.
Через кут, під яким рейс 11 врізався у Північну вежу, ніхто з 1344 осіб, що перебували вище її 91-го поверху, не зміг втекти з будівлі. Усі вони загинули внаслідок отруєння димом, опіків, падінь чи умисних стрибків з вікон або, зрештою, обвалення вежі. Було зроблено численні фотографії жертв, які падали з будівлі або опинилися в пастці всередині неї. Одним із найвідоміших і найсуперечливіших знімків 11 вересня стала фотографія The Falling Man, зроблена фотографом Associated Press Річардом Дрю.
Фотографію «Неминуча смерть» зробив позаштатний фотожурналіст Томас Даллал незадовго до обвалу Північної вежі. На знімку зображено близько 50 людей, які знаходяться на поверхах, зайнятих офісами компаній Cantor Fitzgerald (внаслідок нападів вона втратила 658 співробітників або майже дві третини свого персоналу), та ресторанів Windows on the World (де загинуло 73 особи).

## Ідентифікація
У вересні 2006 року журнал Vanity Fair опублікував уривок з книги «Спостерігаючи за змінами у світі» (англ. Watching the World Change), у якому детально описуються зусилля членів сімей жертв 11 вересня з ідентифікації своїх родичів на цій фотографії та подібних світлинах, зроблених під іншими ракурсами.